# 천사적행복
《천사적행복》(天使的幸福)은 2017년 방송되었던 중국의 드라마이다.

## 소개
- 조용하고 작은 섬마을에서 어린 딸을 키우며 작은 여관을 경영하고 있는 싱글맘과 개발사업을 하는 어머니 때문에 섬에 들린 차가운 성격의 남자가 키워가는 사랑 이야기

## 등장 인물
- 밍다오 (Matthew Lin) - 안지에뤄 역
- 유시시 - 리샤오한 역
- 쉬정시 - 쟝펑언 역
- 당견 (汤甄) - 리이핑 역
- 장위천（Jessie Chiang) - 쉬이원 역
- 뤼자룽 - 렌요팡 역
- 전묘 (田淼) - 안모 역
- 갈뢰 (葛蕾) - 강모 역
- 류진 (刘金) - 촌장 역
- 소향비 (肖向飞) - 멍더 역
- 홍빙요 (洪冰瑶) - 샤오치에 역
- 왕맹려 (王萌黎) - 웨이웨이 역
- 서원 (徐源) - 쥔쥔 역
- 안헌진 (安轩辰) - 아셩 역